# 塔山镇 (连云港市)
塔山镇为江苏省连云港市赣榆区下辖镇，位于赣榆区中西部。
截至2007年，总面积79.18平方千米，辖30个行政村，156个村民小组，17559户，59520口人，耕地面积5140公顷。

## 经济
2007年，全镇完成地区生产总值3.7987亿元，财政一般预算收人995万元，全社会固定资产投资完成38亿元，完成工业人库资金780万元，工业用电量完成599万千瓦时。

## 行政区划
以下详细区划及数据采用2007年底统计信息。
2007年底，面积79.18平方千米，辖30个行政村，156个村民小组。

### 徐康邑村
有村民小组7个，482户，1708口人，耕地面积In.46公顷，粮食总产量853吨，工农业产值2028万元，人均纯收人2283元。

### 驻驾庄村
有村民小组8个，658户，2282口人，耕地面积147.14公顷，粮食总产量803吨，工农业产值2743万元，人均纯收人2268元。

### 草场村
有村民小组2个，396户，1503口人，耕地面积79.04公顷，粮食总产量658吨，工农业产值1827万元，人均纯收人2275元。

### 店子村
有村民小组7个，498户，1962口人，耕地面积巧1.41公顷，粮食总产量910吨，工农业产值2381万元，人均纯收入3726元。

### 桑行村
有村民小组11个，666户，2659口人，耕地面积184.96公顷，粮食总产量1313吨，工农业产值3188万元，人均纯收人3792元。全村千只以上养鸡户犯户，500只以上养鸡户116户，养鸡户占全村总户数的36%。柳编农户162户，是一个柳编专业村。

### 官庄村
有村民小组10个，698户，2912口人，耕地面积191.36公顷，粮食总产量1022吨，工农业产值3515万元，人均纯收人3730元。

### 大葛埠村
有村民小组13个，786户，2988口人，耕地面积238.05公顷，粮食总产量1793吨，工农业总产值3504万元，人均纯收人3710元。

### 新葛埠村
有村民小组8个，690户，2289口人，耕地面积128.40公顷，粮食总产量697吨，工农业总产值2739万元，人均纯收人2261元。新建养羊示范区一个，全村年羊存栏量3860只。

### 姚葛埠村
有村民小组8个，435户，1701口人，耕地面积117.40公顷，粮食总产量786吨，工农业总产值2013万元，人均纯收人2267元。外出务工人员达430人。开杭。

### 陡沟村
有村民小组6个，351户，1358口人，耕地面积55.63公顷，粮食总产量463吨，工农业总产值1745万元，人均纯收人3837元。全村60%以上农户从事养殖业。

### 土城村
有9个村民小组，1146户，4427口人，耕地面积271.34公顷，粮食产量2776吨，工农业总产值6639万元，人均纯收人4822元。该村地处镇驻地，私营个体经济发展迅猛，拥有全镇最大集市，全村个体工商户172户，私营企业29家，猪鬃加工、蛋鸡饲养是该村特色产业。

### 前进村
有3个村民小组，271户，1002口人，耕地面积50.49公顷，粮食产量461吨，工农业总产值1207万元，人均纯收人4735元。柳编有100多年历史，是村民发展家庭经济一大特色，柳编制品销往欧洲、日本等20多个国家和地区。

### 城前村
有5个村民小组，481户，1882口人，耕地面积11179公顷，粮食产量1177吨，工农业总产值2235万元，人均纯收人4650元。淡水养殖面积20公顷。

### 墩前村
有2个村民小组，262户，990口人，耕地面积11179公顷，粮食产量790吨，工农业总产值1144万元，人均纯收人4659元。

### 太平村
有2个村民小组，327户，1076口人，耕地面积53.29公顷，粮食产量700吨，工农业总产值1261万元，人均纯收人4483元。

### 大庄村
有6个村民小组，716户，2967口人，耕地面积164.68公顷，粮食产量2009吨，工农业总产值3583万元，人均纯收人4687元。豆制品加工是传统特色产业，是豆制品加工专业村。

### 瞿沟村
有3个村民小组，298户，1168口人，耕地面积83.84公顷，粮食产量921吨，工农业总产值1396万元，人均纯收人4617元。村支书瞿绪巍联合巧户农民投资100万元兴建的“连云港金塔调味品有限公司”，年加工酱菜180吨。

### 大莒城村
有3个村民小组，491户，1870口人，耕地面积93.91公顷，粮食产量878吨，工农业总产值2243万元，人均纯收人4728元。银杏、板粟等种植面积4.2公顷。拥有富强木器加工厂、进声木材加工厂等企业。

### 小莒城村
有6个村民小组，508户，2112口人，耕地面积145.14公顷，粮食产量1657吨，工农业总产值2530万元，人均纯收人4918元。

### 庄留村
有2个村民小组，332户，1296口人，耕地面积65.23公顷，粮食产量804吨，工农业总产值16(X)万元，人均纯收人4935元。于1997年建成全县第一个村级经济开发区，区内有私营企业21个，个体户56户，集市摊位1000多个。全村淡水养殖面积16.76公顷，养鸡专业户26户。

### 王留村
有2个村民小组，297户，1086口人，耕地面积69.23公顷，粮食产量650吨，工农业总产值1325万元，人均纯收人4657元。

### 枣行村
有4个村民小组，416户，1578口人，耕地面积97.38公顷，粮食产量1370吨，工农业总产值1866万元，人均纯收人4644元。猪鬃加工是村民发展家庭经济的一大特色产业。

### 三坡村
有4个村民小组，538户，1933口人，耕地面积125.13公顷，粮食产量1590吨，工农业总产值2327万元，人均纯收人4840元。淡水养殖面积9.8公顷。

### 徐庄村
有3个村民小组，296户，1148口人，耕地面积75.24公顷，粮食产量1021吨，工农业总产值1322万元，人均纯收人4659元。

### 倪林村
有3个村民小组，232户，989口人，耕地面积63.10公顷，粮食产量902吨，工农业总产值1185万元，人均纯收人4814元。

### 刘岭村
有6个村民小组，656户，2476口人，耕地面积180.90公顷，粮食产量2022吨，工农业总产值2882万元，人均纯收人4641元。

### 大林头村
有4个村民小组，496户，1962口人，耕地面积120.26公顷，粮食产量986吨，工农业总产值2336万元，人均纯收人4645元。

### 小林头村
有2个村民小组，238户，861口人，耕地面积58.76公顷，粮食产量393吨，工农业总产值1006万元，人均纯收人4656元。

### 建新村
有2个村民小组，286户，1098口人，耕地面积63.37公顷，粮食产量477吨，工农业总产值1292万元，人均纯收人4656元。

### 刘沟村
有5个村民小组，498户，1806口人，耕地面积%.85公顷，粮食产量1187吨，工农业总产值2198万元，人均纯收人4637元。

## 企业
- 赣榆县凤城服装厂
- 连云港保利盈塑料有限公司
- 赣榆县建达石材加工厂
- 连云港塔山湖草柳工艺品有限公司
- 连云港谊多食品有限公司
- 赣榆县进声木材加工厂
- 连云港市兴华机械制造厂
- 连云港兴塔玩具有限公司